# Statut von Kalisch

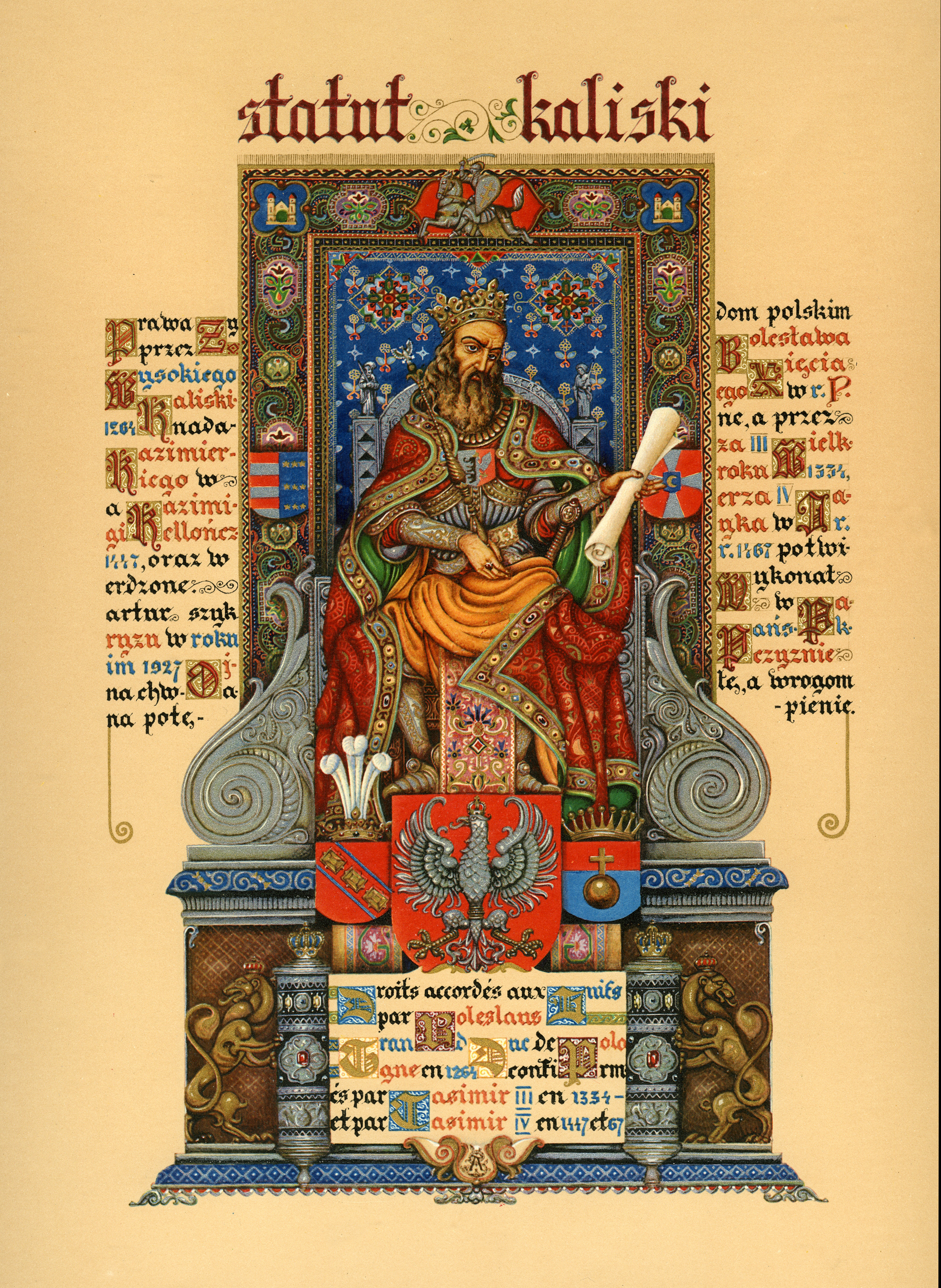
Statut von Kalisch, Illustration von Arthur Szyk (1894–1951), Deckblatt mit Kasimir dem Großen, 1927

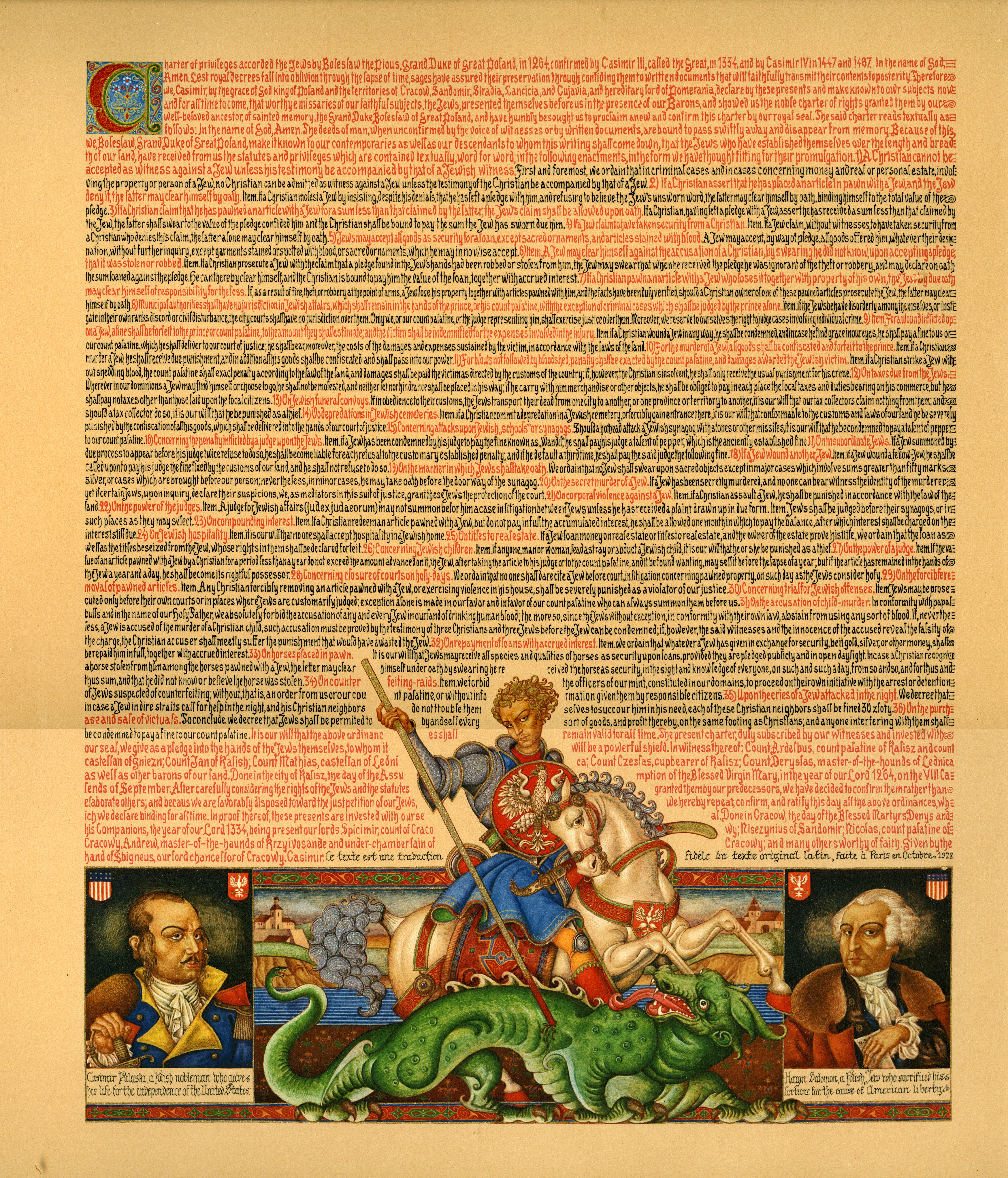
Statut von Kalisch, Illustration von Artur Szyk, 1927

Das Statut von Kalisch (polnisch Statut kaliski, deutsch auch Statut von Kalisz) war eine Judenordnung bzw. ein Judenschutzbrief, der von Herzog Bolesław VI. dem Frommen von Großpolen (polnisch Bolesław Pobożny, 1224/27–1279) am 8. September 1264 in der polnischen Stadt Kalisz erlassen wurde. Das Statut definierte die Stellung der Juden in Polen und legte die Grundlage für deren relativ autonome Existenz, die bis 1795 wirkte. Mit dem Statut wurden unter anderem Strafen für die Schändung von jüdischen Friedhöfen und Synagogen angedroht. Das Statut enthielt Vorschriften zur Bestrafung jener, die Juden des Ritualmordes beschuldigten. Es regelte die Grundsätze der Handelstätigkeit durch die Juden und sicherte ihnen die Unantastbarkeit des Lebens und des Besitzes zu. Die über Jahrhunderte wirkende Schutzfunktion führte – trotz immer wieder aufflammenden Ritualmordpogromen – zu einer beträchtlichen Zunahme der jüdischen Bevölkerung in Polen.

## Hintergrund
Das Statut ist nicht im Original erhalten geblieben. Es ist nur aus der Bestätigung der Inhalte bekannt, die der Enkel Bolesławs des Frommen, Kasimir III. der Große (Kazimierz Wielki, 1310–1370) mit dem Statut von Wiślica anlässlich seiner Thronbesteigung am 9. Oktober 1334 in Krakau erließ. Der Grund für den Erlass des Statuts war die Bedeutung der Juden für die Entwicklung des Handels, ihre Kreditgeschäfte und die von ihnen geleiteten Münzstätten.
Die Fürsten wollten sich jedoch die alleinige Jurisdiktion über die Juden sichern, insbesondere um allein über deren Steuerabgaben zu verfügen. Dies resultiert aus einem Dokument Herzog Bolesławs V. des Schamhaften (Bolesław Wstydliwy, 1226–1279) von Krakau und Sandomierz, das er 1262 für das Zisterzienserkloster in Koprzywnica ausgestellt hatte, das den Mönchen erlaubte, in den von ihnen zu gründenden Städten Koprzywnica und Jasło Leute jeder Herkunft – außer Juden – anzusiedeln. Gemäß diesem Verbot sollten Juden ausschließlich fürstliche Untertanen sein, wodurch dem Fürsten die entsprechenden Steuereinkünfte gesichert blieben.
Das Statut wurde 1453 von Kasimir IV. dem Jagiellonen (Kazimierz Jagiellończyk, 1427–1492) bestätigt. Es wurde 1506 in die Gesetzessammlung Commune incliti regni Poloniae Privilegium des Erzbischofs und Großkanzlers Jan Łaski (1465–1531), auf Geheiß des polnischen Königs Alexander (1461–1506) aus der Dynastie der Jagiellonen, aufgenommen. Ebenso bestätigte 1539 der polnische König Sigismund I. der Alte (Zygmunt Stary, 1467–1548) das Statut.

## Entstehungsgeschichte des Statuts
Es liegen unterschiedliche Auffassungen zur Entstehungsgeschichte des Statuts sowie zu seinen Quellen vor. Alle Historiker sind sich jedoch darin einig, dass es Zusammenhänge zwischen dem großpolnischen Privileg und anderen zwischen 1244 und 1264 erlassenen Dokumenten gibt, nämlich den Privilegien des römisch-deutschen Kaisers Friedrich II., des österreichischen Herzogs Friedrich II. dem Streitbaren, des ungarischen Königs Bela IV. und des böhmischen Königs Ottokar II., die ebenfalls den Juden umfassende Rechte einräumten und sie unter Schutz stellten.

## Inhalte
Im Statut wurden in 36 Artikeln die Grundsätze der Handelstätigkeit durch die Juden, deren Kreditgewährung sowie die Normen der Beziehungen zu den Christen festgelegt. Der Geldverleih gegen Zinsen war der christlichen Bevölkerung verboten, den Juden hingegen erlaubt. Im Handel und bei den Zollbestimmungen waren die Juden der christlichen Bevölkerung gleichgestellt. Es sicherte ihnen die freie Religionsausübung zu, schützte sie bei Konflikten mit der christlichen Bevölkerung, gewährte ihnen den Schutz des Herrschers und erlaubte ihnen die Errichtung eigener Gerichtshöfe für jüdische Angelegenheiten. Es wurden Strafen für die Schändung von jüdischen Friedhöfen und Synagogen angedroht.

### Ritualmordlegende

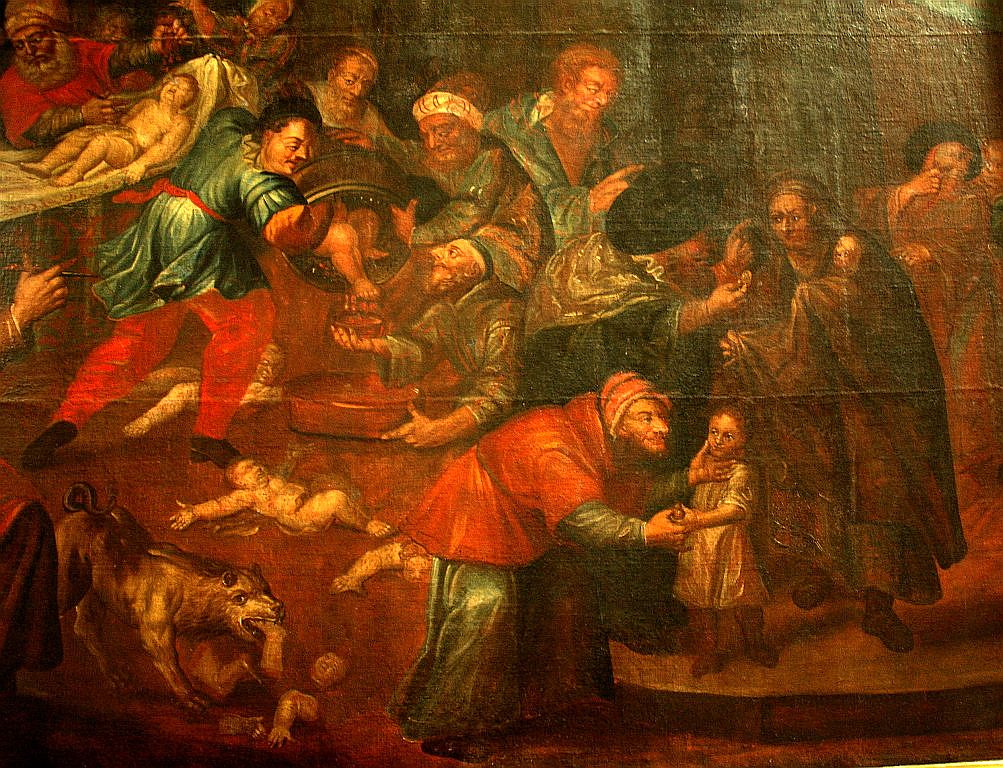
Ritualmord, Gemälde von Karol de Prevot in der Kathedrale von Sandomierz, 18. Jhdt.

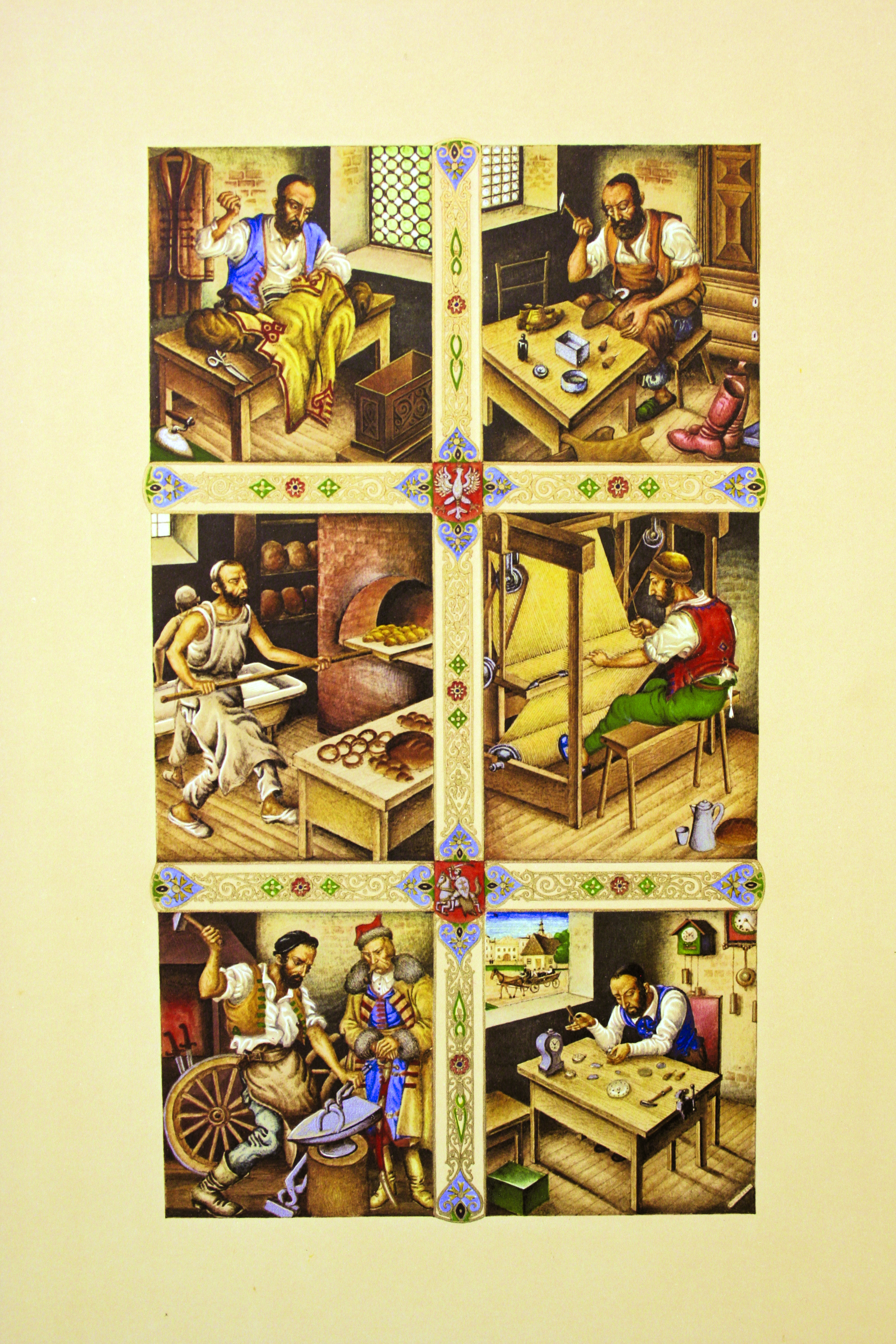
Statut von Kalisch, polnische Juden in verschiedenen Handwerksberufen, Illustration von Arthur Szyk, 1927

Der Vorwurf des Ritualmordes war ein besonders dauerhaftes Stereotyp des christlichen Antijudaismus im Mittelalter bis in die Neuzeit: Juden bedürften des Blutes von Christenkindern für ihre Matzen beim Pessachfest und zu verschiedenen magischen oder medizinischen Zwecken. Oft bewirkte die Beschuldigung Pogrome, Lynch- und Justizmorde an den des Ritualmords beschuldigten Juden. Ihre Wirkung bezog diese Legende aus einer Kombination von kirchlicher Beeinflussung, Aberglauben, durch viele Faktoren bewirkter wirtschaftlicher Not, sozialer Unzufriedenheit und apokalyptischen Ängsten.
Das Statut von Kalisch enthielt als eines der wichtigsten Inhalte Vorschriften zur Bestrafung jener, die Juden des Ritualmordes beschuldigten.

„Gemäß den Bestimmungen des Papstes verbieten wir im Namen unseres Heiligen Vaters strikt, daß in Zukunft die Juden, die sich in unserem Herrschaftsbereich niedergelassen haben, beschuldigt werden, daß sie menschliches Blut verwenden, da sich alle Juden gemäß der Vorschrift des Gesetzes von allem Blut ganz und gar enthalten.“

Ebenso wurde den Juden die Unantastbarkeit des Lebens und des Besitzes zugesichert.

## Konsequenzen
Als Reaktion auf die Verfolgungen und Vertreibungen der Juden in West- und Mitteleuropa bewirkten die Schutzvorschriften eine Einwanderungswelle, mit der sich große jüdische Gemeinden bildeten und Polen zum Zentrum des aschkenasischen Judentums wurde. Das Statut von Kalisch bildete die Grundlage der jüdischen Kultur in Polen und für die gesamte mittelalterliche und neuzeitliche Judengesetzgebung in Polen, die von allen nachfolgenden polnischen Königen bis zum König Stanislaus II. August Poniatowski (1764–1795) fortgeführt wurde. Mit der Verfassung vom 3. Mai 1791 wurde unter ihm die erste aufgeklärte Verfassung Europas verabschiedet, in die Inhalte des Statuts von Kalisch einflossen. Das Bürgertum, die Bauern und die Juden wurden mit neuen Rechten ausgestattet.
Trotzdem kam es 1407 in Krakau zu einem Ritualmordvorwurf, begleitet von einem Pogrom. Während der Zeit von Polen-Litauen (Rzeczpospolita) haben Historiker von 1500 bis 1800 mindestens 89 Ritualmordanklagen und -prozesse ermittelt, in deren Folge es geschätzte 200 bis 300 Hinrichtungen gab. 1758 baten die jüdischen Gemeinden Polens Papst Benedikt XIV., sie gegen die häufigen Ritualmordvorwürfe von Katholiken ihres Landes zu verteidigen. Nach dessen Tod beauftragte das Heilige Offizium den Franziskaner Lorenzo Ganganelli (1705–1774), den späteren Papst Clemens XIV., die Vorwürfe zu prüfen. In seinem Gutachten kam er zu dem Ergebnis, dass historische und aktuelle Beispielfälle unbegründet seien. Er nannte judenhetzende Christen „Pöbel“ und „Lügner“ und wies polnischen Bischöfen Widersprüche ihrer Argumente für die angeblichen Ritualmorde nach. Man müsse vernunftgemäß argwöhnen, dass die Vorwürfe insgesamt nur „Verleumdung“ der Juden durch Christen seien.
Über die Jahrhunderte wuchs die jüdische Bevölkerung in Polen in blühenden Gemeinden stetig an. Vor Ausbruch des Zweiten Weltkrieges lebten in Polen rund 3.350.000 Juden und machten damit etwa 10 % der polnischen Bevölkerung aus.